# Kepler-17
Kepler-17, även känd som KOI-203, är en ensam stjärna i mellersta delen av stjärnbilden Svanen, inom synfältet för Keplerteleskopet. Den har en skenbar magnitud av ca 14,0 och kräver ett kraftfullt teleskop för att kunna observeras. Baserat på parallax enligt Gaia Data Release 3 på ca 1,41 mas beräknas den befinna sig på ett avstånd av ca 2 310 ljusår (ca 708 parsec) från solen. Den rör sig närmare solen med en heliocentrisk radialhastighet av ca -33 km/s.

## Egenskaper
Kepler-17 är en gul till vit stjärna i huvudserien av spektralklass G2 V. Den har en massa av ca 1,16 solmassa, en radie av ca 1,05 solradie och har en effektiv temperatur av ca 5 800 K. Stjärnan är mycket mer aktiv än solen med stjärnfläckar som täcker ungefär 6 procent av dess yta. Stjärnfläckarna är långlivade, med minst en som kvarstår i 1400 dygn.

## Planetsystem
Kepler-17 omkretsas av en känd exoplanet, Kepler-17b. Den upptäcktes med transitmetoden 2011.
| Planet | Massa           | Halv storaxel (AE) | Siderisk omloppstid (d) | Excentricitet | Inklination  | Radie            |
| ------ | --------------- | ------------------ | ----------------------- | ------------- | ------------ | ---------------- |
| b      | 2,45 ± 0,014 MJ | 0,02591 ± 0,00037  | 1,4857108 ± 0,0000002   | <0,011        | 87,2 ± 0,15° | 1,312 ± 0,018 RJ |